# Dracontium nivosum
Dracontium nivosum là một loài thực vật có hoa trong họ Ráy (Araceae). Loài này được (Lem.) G.H.Zhu mô tả khoa học đầu tiên năm 2002.